# Dobóc vára
Dobóc vára (horvátul: Stari grad Dubovac ), vár Horvátországban, a Károlyvároshoz tartozó Dubovac városrész határában.

## Fekvése
Károlyváros közigazgatási területén, a belvárostól északnyugatra fekvő Dubovac városrésztől délnyugatra emelkedő dombon áll.

A vár alaprajza

## Története
Dubovac elnevezése az őt körülvevő egykori tölgyerdőről  származik, amely az idők során Károlyváros egyik külvárosa lett. Egykor azonban jelentősebb volt Károlyvárosnál is, melyet még a 16. században is úgy jelöltek, hogy a „Dubovac alatti Karlovac ”. A vár valószínűleg még a 13. század előtt épült, de az első írásos dokumentum, mely a várat említi csak 1339-ből származik. A 14. századtól a várat különféle nemesi családok birtokolták. A 14. században a Czudar családé, majd 1442-től a Frangepánoké volt. A legtöbbet ők építették rajta, ekkor alakult ki a vár mai formája. 1511-ben Frangepán Bernardin gróf építtette át favárból kővárrá. 1544-ben a Frangepán István és Zrínyi Miklós közötti szerződés értelmében a Zrínyieké lett. 1578 nagypéntekjén a török felgyújtotta. 1582-ben Zrínyi Györgytől a király vásárolta meg és a károlyvárosi vár parancsnokának irányítása alá került. Szerepe a történelem során megváltozott. Egykor fontosabb és jelentősebb volt, mint maga a károlyvárosi erőd, amelyet sokkal később építettek. Többször felújították és kibővítették. 1777-ben Krey császári hadmérnök kőből épített várkastélyként rajzolta le. Eszerint a kastély alaprajza szabálytalan négyszög alakú volt saroktornyokkal megerősítve. A lakótorony négyzet alakú, és két emelettel magasabb, mint a másik három torony, amelyek hengeresek és kétszintesek. A tornyok között épületszárnyakat létesítettek, amelyekben védelmi, tárolási és lakóhelyiségek voltak. A 19. században már csak lőporraktárként szolgált. 1896-ban Károlyváros megvásárolta és nagyrészt felújíttatta.

## A vár mai állapota
1952 és 1961 között a konzerváló intézet Greta Jurišić vezetésével igen szakszerű állagmegóvási és felújítási munkákat végzett rajta. 1965 és 2007 között a Károlyvárosi Városi Múzeum igazgatása alá tartozott. Ma helytörténeti múzeum és szálloda működik benne. A múzeumot az egykori lakótoronyban rendezték be. Az első emelet románkori, a második emelet gótikus, a harmadik emelet a barokk kor jellegzetességei szerint van berendezve, míg a legfelső szinten kilátó található.